# Радіотехнічний факультет КПІ ім. Ігоря Сікорського
Радіотехні́чний факульте́т КПІ ім. Ігоря Сікорського (скорочено РТФ)— один з провідних факультетів Національного технічного університету України «Київський політехнічний інститут імені Ігоря Сікорського». Готує бакалаврів, магістрів та докторів філософії за спеціальністю G5 Електроніка, електронні комунікації, приладобудування та радіотехніка (стара назва 172 Електронні комунікації та радіотехніка; 172 Телекомунікації та радіотехніка) за 4 освітніми програмами.

## Історія[1][2][3]
Радіотехнічний факультет створено на базі радіолабораторії електротехнічного факультету Київського політехнічного інституту, яку заснував В. В. Огієвський у 1921 році. 
У 1928 році відбувся перший випуск інженерів-електриків з радіоспеціальності. 
У 1930 році електротехнічний факультет було виділено та реорганізовано в Київський енергетичний інститут, в якому було створено радіотехнічний факультет і кафедру радіотехніки. Факультет і кафедру очолив проф. В. В. Огієвський. 1930 рік вважається роком народження радіотехнічного факультету КПІ. 
З 1931 року почався регулярний випуск радіоінженерів.
В 1934 р. КЕІ було реорганізовано у Київський індустріальний інститут (КІІ), куди радіотехнічний факультет увійшов тільки як спеціальність з лабораторіями: загальної радіотехніки та електровакуумних приладів, приймально-передавальних пристроїв та акустики, радіопередавальних пристроїв, телебачення та джерел живлення.
В 1938 р. радіо-спеціальність в КПІ перетворено в спеціальний факультет і з кафедри радіотехніки виділено кафедру приймально-передавальних пристроїв (зав. каф. – проф. С.І. Тетельбаум). Деканами спеціального факультету були послідовно Н.А. Правдолюбов, Ф.Ф. Шапошніков, Л.А. Радченко. В складі факультету було дві кафедри: радіотехніки (зав. каф. – В.В. Огієвський) та приймально-передавальних пристроїв (зав. каф. – С.І. Тетельбаум).
В 1941 році, у зв’язку з початком війни КПІ було евакуйоване в м. Ташкент і включено до складу Середньоазійського індустріального інституту. 
Деканом радіотехнічного факультету і зав. каф. Радіотехніки був С.І. Тетельбаум, а з 1943 р. кафедру радіоприймальних пристроїв очолив Н.П. Воллернер. В цей період факультет виконував важливі оборонні науково-дослідні роботи.
В 1944 р. було поновлено назву КПІ і колектив інституту повернувся до Києва. В післявоєнні роки радіотехнічний факультет (декан – проф. В.В. Огієвський) продовжує свій розвиток. Кафедру приймально-передавальних пристроїв розділено на дві: радіопередавальних пристроїв (зав. каф. – проф. С.І. Тетельбаум) та радіоприймальних пристроїв (зав. каф. – доц. Н.П. Воллернер). Підготовку інженерів за спеціальністю «Радіотехніка» забезпечували три спеціальні кафедри радіотехнічного факультету, а з 1956 р. також за спеціальністю «Конструювання і виробництво радіоапаратури». 
Найбільш вагомими в той час були роботи члена-кореспондента Академії наук УРСР С.І. Тетельбаума, який в 1948 році заснував науковий напрямок потужної електроніки НВЧ і вже в 1956 році вперше в СРСР були створені конструкції нових потужних електронних пристроїв НВЧ.
В 1952 р. до складу радіотехнічного факультету увійшли спеціальності «Діелектрики та напівпровідники» (зав. каф. – М.М. Некрасов) та «Електронні прилади» (зав. каф. – А.І Вишневський) розформованого інженерно-фізичного факультету, але в 1962 р. на базі цих кафедр створюється факультет радіоелектроніки. В складі факультету залишаються чотири спеціальні кафедри – теоретичних основ радіотехніки (зав. каф. – проф. В.В. Огієвський), радіопередавальних пристроїв (зав. каф. – проф. В.П. Тараненко), радіоприймальних пристроїв (зав. каф. – проф. Н.П. Воллернер) та кафедра математичної фізики (зав. каф. – проф. Н.С. Смогоржевський).
В 1959 році на РТФ почалися роботи (каф. РТПС) по створенню потужних підсилювальних ламп біжучої хвилі та фундаментальним теоретичним дослідженням в цьому напрямку, яки привели до оптимізації взаємодії електронного пучка з полем біжучої хвилі в уповільнюючій системі.
Наукові роботи за закритою тематикою ВМФ СРСР на факультеті почалися в 1946р. (каф. РОС). 
В 1963 р. проф. Н.П.  Воллернером була створена потужна (до 150 штатних працівників) проблемна лабораторія, яку у подальшому було перетворено в КБ «Шторм».
На РТФ у 50-60 роки (каф. РТПС), а з 70-х на каф. ТОР проводилися роботи в області теорії кіл. 
Паралельно проводилися дослідження (каф. ТОР) з промислового застосування струмів НЧ, антенної техніки, фазометрії, феритовим термісторам, продовжувалися роботи з розроблення уповільнюючих систем для електронних прискорювачів.
В 60-ті роки Ю.П. Гудзенко організував наукову групу, яка розробляла електронні НВЧ пристрої керування поляризацією та фазою вихідного сигналу. Проводилися розробки хвилеводних конструкцій керування фазою, електродинамічних систем потужних електронних НВЧ пристроїв та прискорювачів заряджених частинок.
В 1968 р. для покращення підготовки спеціалістів було створено кафедру конструювання та виробництва радіоапаратури (зав. каф. – доц. Ю.В. Михацький).
В 70-ті роки на факультеті (каф. РТПС) отримала розвиток твердотільна електроніка, розроблені методи розрахунку генераторів та підсилювачів міліметрового діапазону для хвиль на лавинно-пролітних діодах і діодах Ганна. Також було організовано галузеву лабораторію акустоелектроніки Міністерства електронної промисловості СРСР (каф. КіВРА, науковий керівник проф. І.М. Гранкін). Виконано ряд робіт для оборонного комплексу СРСР.
В 1971р. під керівництвом доц. О.Я. Бокринської (каф. ТОР) було створено проблемну лабораторію радіотехнічних елементів та пристроїв, в якій плідно розвивався науковий напрям «Функціональна електроніка». 
За створення нової апаратури в 1982 році проф. Я.К. Трохименко, доц. О.Я. Бокринська, доц. А.В. Кісляковський, доц. С.М. Кущ, с.н.с. Є.В. Кудінов, с.н.с. В.П. Ілясов, с.н.с. В.І. Цимбал, с.н.с. Г.М. Шеламов стали лауреатами Державної премії України.
В 1975 році група викладачів та наукових співробітників кафедри РТПС — проф. В.П. Тараненко, проф. В.І. Правда, доц. К.Я. Ліждвой, доц. С.М. Дяченко, доц. В.І. Шевченко, доц. М.В. Дереновський стали лауреатами Державної премії України за створення і впровадження в виробництво потужної лампи біжучої хвилі.
В 1976 році на РТФ (каф. ТОР) створено галузеву науково-дослідну лабораторію надвисокочастотної твердотільної електроніки та радіовимірювальної техніки. В лабораторії створено ряд нових твердо тільних пристроїв на новій елементній базі, зокрема, діелектричних резонаторах, керівника лабораторії проф. М.Ю. Ільченка разом з групою спеціалістів з галузевих інститутів в 1983 році удостоєно Державної премії УРСР, а 1989 році —  Державної премії СРСР в області науки і техніки. В 1988р. проф. М.Ю. Ільченко отримав звання «Винахідник СРСР», а в 1992 удостоєний звання «Заслужений діяч науки і техніки України».
У 80-ті рр. на факультеті (каф. ТОР) виконано ряд найважливіших НДР та НДДКР  з оборонної тематики. В цей час штат кафедри налічував 25 викладачів та 220 наукових співробітників, інженерів та техніків. Групу з розроблення електродинамічних систем очолив проф.. В.І. Найденко [67 — 88]. Проф. Ф.Ф. Дубровка організував та очолив наукову групу зі створення нової антенної техніки.
В 1991 році співробітники проблемної лабораторії с.н.с. В.І. Цимбал, доц. О.Я. Бокринська, с.н.с. В.П. Гололобов, с.н.с. Крилов, н.с. М.Г. Іщенко отримали премію Ради Міністрів СРСР. В тому ж році за створення пристроїв та систем міліметрового діапазону довжин хвиль проф. В.П. Тараненко, проф.. В.І. Правда, проф. Є.А. Мачуський, доц.. Л.А. Ткаченко, ст. викл. М.Ю. Омельяненко, ст. викл. О.В. Турєєва були удостоєні премії Ради Міністрів СРСР.
В 90-ті роки на каф. ТОР почалися роботи з медичної радіоелектроніки (О.І. Рибін, О.Б. Шарпан) та було створено відповідну медичну спеціалізацію, навчання і наукові праці з якої в наш час продовжуються на кафедрах ТОР, РОС, КіВРА.
Під керівництвом проф. Ф.Ф. Дубровки в 90-ті роки проводилися роботи по створенню нової антенної техніки [106 — 114]. Розроблено та впроваджено в серійне виробництво ряд крупних модифікованих антен Кассегрена для земних станцій супутникових інформаційних систем нового покоління, які стали предметом експорта України високотехнологічної продукції в Росію, Італію, Казахстан.
За високу якість та досягнення параметрів світового рівня при створенні параболічних дводзеркальних антен Міжнародне журі присудило КБ «Промінь» (м. Тернопіль) та антенній лабораторії ТОР (керівник Ф.Ф. Дубровка) Європейську арку «Золотої зірки» (квітень 1995 року, м. Мадрид).
На факультеті підготовлено ряд загальноукраїнських підручників та навчальних посібників для вищої школи [17 —22, 36 — 42, 102, 103, 115 — 143]. Підручник Р.М. Домбругова «Телевидение» удостоєно Державної премії України. Монографія Я.К. Трохименка, І.С. Каширського, В.О. Гераніна, О.І. Рибіна, Й. Сватоша, Ю.С. Синекопа «Біомедичні сигнали та їх обробка» отримали першу премію НТУУ «КПІ», а монографія В.І. Найденка та Ф.Ф. Дубровки «Аксиально-симметричные периодические структуры и резонаторы» — другу премію в конкурсі на кращий підручник і монографію. 
За підручник для профтехучилищ  «Микроэлектроника: приборы, материалы, технология» професор Юрій Зіньковський (завідувач кафедри радіоконструювання та виробництва радіоапаратури з 1978 по 2012 роки) в 2003 р. удостоєний Державної премії України в галузі науки і техніки.

## Декани факультету
| Роки перебування                    | Ім'я декану                                         | Науровий ступінь | Примітка    |
| ----------------------------------- | --------------------------------------------------- | ---------------- | ----------- |
| 1930 – 1934, 1941, 1944 – 1962 роки | В. В. Огієвський                                    | професор         | [ 4 ]       |
| 1938 – 1941                         | Н. А. Правдолюбов, Ф. Ф. Шапошніков, Л. А. Радченко | професор         |             |
| 1943 – 1944                         | С. І. Тетельбаум                                    | професор         |             |
| 1962 – 1963                         | Я. К. Трохименко                                    | професор         |             |
| 1964 – 1970                         | Ю. В. Михацький                                     | професор         |             |
| 1970 – 1973                         | В. О. Гойжевський                                   | професор         | [ 5 ] [ 6 ] |
| 1974 – 1988                         | В. П. Тараненко                                     | професор         |             |
| 1989 – 2004                         | В. І. Правда                                        | професор         |             |
| 2004 – 2005                         | Є. А. Нелін                                         | професор         |             |
| 2005 – 2016                         | О. І. Рибін                                         | професор         | [ 7 ]       |
| 2016 – 2023                         | Р. В. Антипенко                                     | доцент           |             |
| 2023 – 2024                         | Л. О. Уривський                                     | професор         |             |
| 2024 – по теперішній час            | С. Є. Мартинюк                                      | доцент           |             |

## Спеціальність та освітні програми підготовки
Радіотехнічний факультет готує фахівців за спеціальністю 172 "Електронні комунікації та радіотехніка" та освітніми програмами:
- Інтелектуальні технології радіоелектронної техніки.[8] Освітня програма «Інтелектуальні технології радіоелектронної техніки» відповідає спеціальності «Electronics Engineering Technology» університетів Європи та США, що базується на сучасних концепціях розвитку інтелектуальних (Smart, Intelligent) радіоелектронних технологій, зокрема на глобальній концепції Internet of Things. Студенти навчаються проєктувати електронні девайси на основі різноманітних сенсорів та актюаторів, що побудовані з використанням новітніх мікроелектромеханічних систем (MEMS). Невідривною складовою проєктування сучасних пристроїв є програмування мікроконтролерів та мікрокомп’ютерів, вивчення побудови сенсорних та локальних мереж, розроблення додатків до смартфонів, побудова інтелектуальних систем на основі машинного навчання та нейронних мереж (Machine Learning and Artificial Neural Networks). Також студенти вивчають всі етапи проєктування пристроїв від ідеї до промислового зразка — особливості конструювання, технологію та оптимізацію виробництва, контроль та діагностику апаратури.  Значна увага в навчанні зосереджена на вивченні сучасних програм проєктування Altium Designer, SolidWorks, Comsol Multiphysics тощо.
- Інформаційна та комунікаційна радіоінженерія.[9] Традиційно RF департаменти або окремі підрозділи, які відповідають за проектування виключно радіочастотних модулів, створюються у всіх великих  фірмах розробників телекомунікаційної, мобільної, радарної, медичної, навігаційної та спеціальної техніки. Мета і основний фокус ОП: освітня інженерна підготовка бакалаврів та магістрів, які мають кваліфікацію на світовому рівні проектувати, розробляти, тестувати, супроводжувати виготовлення та експлуатувати радіочастотні (в діапазоні частот від 10 МГц до 10 ТГц, або надвисокочастотні) частини інформаційних та комунікаційних систем.  В світовій кваліфікації такі спеціалісти мають назви: radio-frequency (rf-) engineer, (m/w) microwave engineer, high-frequency engineer (developer), antenna designer, antenna developer, phased array designer, RF system designer, RF- tester, radio-planning engineer тощо.
- Радіотехнічні системи (попередня назва Радіотехнічні комп'ютеризовані системи).[10] Освітня програма спрямована на підготовку фахівця, здатного вирішувати складні спеціалізовані теоретичні та практичні задачі в сфері створення нових і удосконалення існуючих радіотехнічних комп’ютеризованих систем. Стратегія підготовки студентів складається з вивчення: По-перше, основи теорії розповсюдження електромагнітних хвиль, формування, передавання, приймання, збору та оброблення радіосигналів в радіотехнічних системах;  По-друге, сучасних спеціалізованих обчислювальних пристроїв, що використовуються в радіотехнічних системах на основі Arduino, STM32, мікрокомп’ютерів Raspberry Pi. Вивчаються мови програмування С, Python, програмування логічних інтегральних схем (FPGA), програмування цифрових сигнальних процесорів (DSP);  По-третє, сучасних радіотехнічних комп’ютеризованих систем: радіолокаційних, радіонавігаційних (GPS, Galileo), радіокерування та цифрового телебачення (DVB-S2, DVB-T2, DVB-С2).  Найважливіша особливість освітньої програми є універсальність і широта знань, що дозволяє випускнику бути професіоналом в галузі побудови сучасних радіотехнічних комп’ютеризованих систем, які мають великий попит на ринку високотехнологічної продукції.
- Технології радіоелектронної боротьби. Мета освітньої програми набуття теоретичних та практичних знань і вмінь, навичок та компетентностей для підготовки спеціалістів з теорії та технології сучасної радіоелектронної боротьби, які здатні розробляти, тестувати та оцінювати сучасні засоби радіоелектронної розвідки, радіоелектронного подавлення.

## Форми навчання
Навчання студентів на факультеті здійснюється за такими формами:
Рівень бакалавра:
- На основі ПЗСО - денна бюджет/контракт та заочна бюджет/контракт
- На основі диплому Молодшого спеціаліста - денна бюджет/контракт

Рівень магістра (професійний та науковий):
- Денна бюджет/контракт та заочна контракт

Рівень PhD:
- Денна бюджет та заочна контракт

## Міжнародна співпраця
В рамках наукового співробітництва та освітніх університетських програм радіотехнічний факультет співпрацює з країнами ЄС, зокрема Чехією, Швецією, Італією, Францією, Іспанією і т.д., Великою Британією, КНР, Білорусією, Канадою.
- На факультеті діють програми академічної мобільності в рамках проекту Еразмус+.
- Магістри та PhD студенти виконують наукові проекти спільно з Чеським технічним університетом м. Прага
- Виконується міжнародний науковий проект за грантом НАТО за програмою “Наука заради миру і безпеки” щодо розробки прототипу компактної портативної системи попередження і протидії при виявленні на тілі людини прихованої зброї (ножі, пістолети і гранати).

## Структура факультету

### Кафедри

#### Кафедра прикладної радіоелектроніки— ПРЕ[8]
Завідувач кафедри: к.т.н., проф. Мовчанюк А. В.
Кафедра прикладної радіоелектроніки була створена на базі двох кафедр радіотехнічного факультету: кафедри радіоприймання та оброблення сигналів, яка була створена в 1943 році та кафедри радіоконструювання та виробництва радіоапаратури, створеної в 1968 році, шляхом їх об’єднання. Кафедра має в своєму складі видатних вчених та багато молодих фахівців, які працювали на підприємствах й стажувались закордоном. Кафедра прикладної радіоелектроніки проводить підготовку бакалаврів, магістрів та докторів філософії (PhD) за спеціальністю: 172 «Телекомунікації та радіотехніка», освітньої програми: «Інтелектуальні технології радіоелектронної техніки».  Ми звикли до смартфонів, хочемо зробити свій будинок «розумним» та замислюємося про «розумні міста». Підприємства-виробники давно вже використовують роботизовані конвеєрні лінії, не кажучи вже про Boston Dynamics і їх останні розробки різноманітних роботів. Тому майбутнє за інженерами-розробниками інтелектуальних систем і пристроїв різного призначення.  Під час навчання за освітньою програмою «Інтелектуальні технології радіоелектронної техніки» студенти здобувають знання і навички у:
- прикладному програмуванню вбудованих систем з використанням мікроконтролерів та мікрокомп’ютерів та мов програмування С/С++, Python тощо;
- взаємодії інтелектуальної техніки з довкіллям через різноманітні сенсори та актуатори;
- бездротових технологіях, таких як Wi-Fi, Bluetooth, мобільний зв’язок тощо;
- проєктуванні інтелектуальної радіоелектронної апаратури, яка включає всі етапи — від ідеї, через синтез схеми з перевіркою її працездатності (Multisim та LTspice), розробку електронного модуля (Altium Designer), до проектування корпусу (Solidworks) з врахуванням технологій виготовлення реальних пристроїв.  Після завершення навчання випускники самостійно можуть пройти шлях від ідеї до готового пристрою: розробити, виготовити та запрограмувати. Вони будуть готові посісти важливе місце на ринку інженерів-розробників сучасних електронних пристроїв.

Навчальні лабораторії:
- Лабораторії систем автоматизованого проектування
- Лабораторії мікроелектроніки
- Лабораторія радіоконструювання
- Лабораторія технології РЕЗ
- Лабораторія біомедичних досліджень
- Науково-навчальна лабораторія мікрохвильової радіометрії
- Лабораторія цифрового телебачення
- Комп'ютерний клас радіоелектронних та комп'ютерних засобів створення мультимедіа
- Комп'ютерний клас розробки програмного забезпечення електронної апаратури
- Лабораторія цифрових пристроїв
- Лабораторія конструювання радіоелектронної апаратури
- Лабораторія радіоприймальних пристроїв та аналогової схемотехніки

Наукова робота
- Мікроелектронна техніка та технології.
- Надвисокочутливі радіометричні системи.
- Пристрої обробки сигналів на основі мікро- та наноелектронних бар’єрних структур.
- Радіоелектронні ультразвукові кавітаційні системи.
- Системи тривимірного моделювання та проектування.
- Тривимірне радіоконструкторське прототипування.
- Надчутливі прецизійні акселерометри.
- Методи оброблення цифрових сигналів та розпізнавання образів в нетрадиційних координатних базисах
- Пристрої та системи ВЧ та НВЧ радіозв’язку, інформаційної безпеки, технологічних вимірювань
- Розробка та дослідження систем радіозв'язку наносупутників
- Фізика та техніка потужного ультразвуку
- Створення засобів зв’язку

#### Кафедра радіоінженерії— РІ[12]
В. о. завідувача кафедри: к.т.н., доц. Літвінцев С. М.
Кафедра радіоінженерії  стала правонаступницею кафедри теоретичних основ радіотехніки, яка була створена 1930 році. На кафедрі ведеться підготовка спеціалістів за освітньою програмою “Інформаційна та комунікаційна радіоінженерія” і забезпечується підготовка бакалаврів та магістрів, які мають інженерну кваліфікацію на світовому рівні проектувати, розробляти, тестувати, супроводжувати виготовлення та експлуатувати радіочастотних (в діапазоні частот від 10 МГц до 10 ТГц, або надвисокочастотні) частин інформаційних та комунікаційних систем. Поглиблено вивчаються принципи роботи і побудови сучасних бездротових локальних мереж передачі даних (Wi-Fi, WLAN, Bluetooth), систем мобільного зв’язку (CDMA, 4G, 5G), супутникових інформаційних і глобальних навігаційних систем (GPS, Galileo, ГЛОНАСС), медичних радіоелектронних систем, антенних систем тощо. В світовій кваліфікації такі спеціалісти мають назви: radio-frequency (rf-) engineer, (m/w) microwave engineer, high-frequency engineer (developer), antenna designer, RF system designer, radio-planning engineer тощо. Випускники є затребуваними високооплачіваними спеціалістами в ІТ-компаніях (EPAM, Luxoft, Betlab, Ring), компаніях мобільного зв’язку (Київстар, Vodafone, Lifecell), телекомунікаційних компаніях (CISCO, Воля, Viasat, Lanet), компаніях з іноземним капіталом (Samsung, Huawei, Melexis), підприємствах концерну Укроборонпром, та інших.
Навчальні лабораторії:
- Лабораторія НВЧ пристроїв
- Лабораторія комп'ютерного моделювання
- Лабораторія основ радіоелектроніки
- Лабораторія радіотехнічних кіл та сигналів
- Лабораторія електродинаміки
- Лабораторія антен
- Лабораторія медичного обладнання
- Лабораторія радіовимірювання
- Спільна науково-навчальна лабораторія «Квалітек-ТОР»

Наукова робота :
- Теорія і техніка багатодіапазонних та багатопроменевих антенних систем, двополяризаційних широкосмугових мікросмужкових антенних решіток та ультроширокосмугових антенних систем
- Електродинаміка та електродинамічні системи
- Електродинаміка анізотропних середовищ, невзаємні мікрохвильові пристрої
- Методи та засоби пульсової діагностики, біоімпедансометрії і імпедансної томографії, фазометрії і просторової фазової синхронізації
- Підвищення чутливості та завадостійкості систем зв'язку
- Кодування спектральної обвідної мовленнєвого сигналу, цифрова векторна обробка сигналів
- Радіотехнічні та сенсорні пристрої для медичної діагностики
- Радіоелектроніка
- Контрольно-вимірювальна апаратура в біотехнології
- Контрольно-вимірювальна апаратура НВЧ
- Неруйнівні методи дослідження комплексної імпедансометрії
- Теорія сигналів
- Пристрої НВЧ
- Радіотехнічні системи мікрохвильової обробки речовин, матеріалів сільгосппродукції

#### Кафедра радіотехнічних систем— РТС[13]
Завідувач кафедри: д.т.н., проф. Жук С.Я.
Кафедра радіотехнічних систем  створена в 1945 році після розділу кафедри приймально-передавальних пристроїв на дві – радіоприймальних та радіопередавальних пристроїв; на сьогодні назва –  кафедра радіотехнічних систем (РТС). Кафедра радіотехнічних систем готує фахівців за спеціальністю 172 «Телекомунікації та радіотехніка» і освітньою програмою «Радіотехнічні комп’ютеризовані системи». Стратегія підготовки студентів на бакалаврському рівні складається з вивчення, по-перше, основ теорій радіотехнічних кіл та електромагнітних хвиль, формування, передавання, прийому, збору та оброблення радіосигналів в радіотехнічних системах; по-друге, сучасних спеціалізованих обчислювальних пристроїв, що використовуються в радіотехнічних системах на основі Arduino, STM32, мікрокомп’ютерів Raspberry Pi. вивчаються мови програмування С, С++, Python, програмування логічних інтегральних схем (FPGA), програмування цифрових сигнальних процесорів (DSP); по-третє, сучасних радіотехнічних комп’ютеризованих систем: радіолокаційних, радіонавігаційних (GPS, Galileo, ГЛОНАС), радіокерування та цифрового телебачення (DVB-S2, DVB-T2, DVB-С2).  По завершенню навчання і отримання диплома бакалавра є можливість продовжити підвищувати свій професійний рівень в магістратурі. В магістратурі відбувається поглиблене вивчання радіотехнічних комп’ютеризованих систем, а саме: радіолокаційних систем з цифровою обробкою сигналів, сучасних радіонавігаційних систем та комплексів, систем радіопротидії, машинне навчання в радіотехнічних комп’ютеризованих системах. Таким чином, випускник отримує комплексні знання в області розробки сучасних високотехнологічних радіотехнічних систем.
Навчальні лабораторії :
- Лабораторія обчислювальної техніки
- Лабораторія систем радіолокації та радіонавігації
- Лабораторія приладів НВЧ та джерел електроживлення
- Лабораторія елементів та пристроїв НВЧ
- Лабораторія основ телебачення, пристроїв і систем
- Лабораторія передавальних пристроїв
- Лабораторія компонентної бази та мікроелектроніки
- Лабораторія методів та засобів криміналістичних досліджень.

Наукова робота:
- Теорія складних сигналів та техніка цифрового формування і обробки складних радіолокаційних та радіонавігаційних сигналів.
- Проектування приймально-передавальних модулів НВЧ діапазону.
- Інформаційні системи та комплекси спеціального призначення.
- Методи цифрової оптимальної та адаптивної обробки сигналів в радіотехнічних системах.
- Адаптивні методи обробки сигналів в радіомережах .
- Діагностика та покращення тактико-технічних характеристик радіотехнічних засобів управління технологічними процесами.
- Генерування складних сигналів.
- Розробка програмно-апаратних засобів для криміналістичних досліджень.

### Навчально-наукові лабораторії факультету
- Навчально-наукова лабораторія «КПІ-Квалітек»
- Навчально-наукова лабораторія космічних радіотехнічних систем
- Навчально-наукова лабораторія мережевих технологій та систем
- Навчально-наукова лабораторія «DATACOM»
- Навчально-наукова лабораторія Вбудованих систем

### Наукові видання на факультеті
- Міжнародний науково-технічний журнал "Вісті вищих навчальних закладів. Радіоелектроніка" (англомовна версія «Radioelectronics and Communications Systems») (Scopus)

- Вісник НТУУ "КПІ". Серія Радіотехніка. Радіоапаратобудування (назва у транслітерації Visn. NTUU KPI, Ser. Radioteh. radioaparatobuduv.) (Web of Science)

## Монографії, підручники та навчальні посібники викладачів РТФ
- Бова Н. Т., Лайхтман И. Б.. Измерение параметров волноводных элементов. — К. : Государственное издательство технической литературы УССР, 1964. — 124 с. — 2400 прим.
- Богданов Г. Б., Бокринская А. А.. Ферритовые термисторы. — К. : Государственное издательство технической литературы УССР, 1964. — 192 с. — 6200 прим.
- Орнатский П. П.. Автоматические измерительные приборы аналоговые и цифровые. — К., 1965.
- Трохименко Я. К.. Методи синтезу лінійних радіосхем. — К. : Техніка, 1966. — 168 с. — (Сучасна радіотехніка)
- Бокринська О. Я., Вунтесмері В. С., Кисляковський А. В.. Феромагнітний резонанс у техніці сантиметрових хвиль. — К. : Техніка, 1966. — 108 с. — (Сучасна радіотехніка)
- Бокринска О. Я., Сташук В. Д.. Функціональні низькочастотні RL- і RC-кола. — К. : Техніка, 1969. — 132 с. — (Сучасна радіотехніка)
- Бова Н. Т., Резников Г. Б.. Антенны и устройства СВЧ. — К. : Вища школа, 1977. — 260 с. — 5000 прим.
- Орнатский П. П.. Автоматические измерения и приборы. — К. : Вища школа, 1980.
- Бова Н. Т., Резников Г. Б.. Антенны и устройства СВЧ. — К. : Вища школа, 1982. — 272 с.
- Бокринская А. А., Вунтесмери В. С., Красилич Г. П.. Радиотехнические устройства на основе геликоновых волн. — К. : Вища школа, 1984. — 88 с.
- Трохименко Я. К., Любич Ф. Д.. Инженерные расчеты на программируемых микрокалькуляторах. — К. : Техніка, 1985. — 326 с. — (Библиотека инженера) — 30000 прим.
- Найденко В. И., Дубровка Ф. Ф.. Аксиально-симметричные периодические структуры и резонаторы. — К. : Вища школа, 1985. — 224 с. — 2000 прим.
- Трохименко Я. К., Захаров В. П., Ромашко Н. П., Жижко В. А., Польский Ю. М.. Программируемые микрокалькуляторы: устройство и использование / под ред. Я. К. Трохименко. — М. : Радио и связь, 1990. — 272 с. — 40 000 прим. — ISBN 5-256-00318-6.
- Воллернер Н. Ф.. Радиоприёмные устройства: Учебное пособие. — К. : Вища школа, 1993. — 391 с.
- Достал Т., Рибін О. І., Я. К. Трохименко. Проектування фільтрів з ємностями, що перемикаються. — К. : ІСДО, 1993. — 280 с. — ISBN 5-7763-2309-6.
- Пілінський В. В., Родіонова М. В., Рибін О. І., Геранін В. О., Демура В. А.. Енергозабезпечення електронної апаратури. — К. : Вища школа, 1994. — 258 с. — ISBN 5-11-003874-0.
- Абакумов В. Г., Геранін В. О., Рибін О. І., Сватош Й., Синєкоп Ю. С.. Біомедичні сигнали та їх обробка. — К. : ВЕК+, 1997. — 352 с. — ISBN 966-7140-06-7.
- Абакумов В. Г., Рибін О. І., Сватош Й., Синєкоп Ю. С.. Системи відображення в медицині = Системи відображення в медицині. — К. : ВЕК+, 1999. — 320 с. — ISBN 966-7140-11-3.
- Абакумов В. Г., Аль-Кадими А. Д., Рыбин А. И., Сватош Й.. Микроскопические и флуоресцентные методы в медицине. — К. : ВПП "Компас", 2000. — 64 с. — ISBN 966-95743-0-7.
- Абакумов В. Г., Рыбин А. И., Сватош Й., Синекоп Ю. С.. Системы отображения в медицине. — К. : Юніверс, 2001. — 336 с. — ISBN 966-7305-25-2.
- Абакумов В. Г., Рибін О. І., Сватош Й.. Біомедичні сигнали. Генезис, обробка, моніторінг = Біомедичні сигнали. Генезис, обробка, моніторінг. — К. : Нора-принт, 2001. — 516 с. — ISBN 966-7837-17-3.
- Радиотехника / Под ред. Ю. Л. Мазора, Е. А. Мачусского, В. И. Правды. — М. : ИД «Додэка-XXI», 2002. — 944 с. — ISBN 5-94120-012-9.
- Коваль Ю.О., Гринченко Л.В., Милютенко І.О., Рибін О.І. Основи теорії кіл. — Ч.1.: підручник —  Х.: ХНУРЕ: «Колегіум», 2004. —436с.
- Прищепа М. М., Погребняк В. П.. Мікроелектроніка. Ч. 1. Елементи мікроелектроніки. — К. : Вища школа, 2004. — 431 с. — 4700 прим. — ISBN 966-642-223-9.
- Прищепа М. М., Погребняк В. П.. Мікроелектроніка. Ч. 2. Елементи мікросхемотехніки. — К. : Вища школа, 2006. — 503 с. — 4700 прим. — ISBN 966-642-319-7.
- Коваль Ю.О., Гринченко Л.В., Милютенко І.О., Рибін О.І. Основи теорії кіл. — Ч.2.: підручник — Х.: ХНУРЕ: «Колегіум», 2006. —668с.
- Шокало В. М., Правда В. І., Усін В. А., Вунтесмері В. С., Грецьких Д. В.. Електродинаміка та поширення радіохвиль. Ч. 1. Основи теорії електромагнітного поля / За заг. ред. В. М. Шокало, В. І. Правди. — Харків : Колегіум, 2009. — 286 с. — ISBN 978-966-8604-56-0.
- Г.О. Мірських, Н.М. Руденко  Контроль параметрів під час проектування, виробництва та експлуатації радіоелектронної апаратури: навчальний посібник — К: НТУУ «КПІ», 2009. – 140 с.
- Шокало В. М., Правда В. І., Усін В. А., Вунтесмері В. С., Грецьких Д. В.. Електродинаміка та поширення радіохвиль. Ч. 2. Випромінювання та поширення електромагнітних хвиль / За заг. ред. В. М. Шокало, В. І. Правди. — Харків : Колегіум, 2010. — 435 с. — ISBN 978-966-8604-56-0.
- Шарпан О. Б.. Радіовимірювання параметрів просторових об'єктів. — К. : НТУУ «КПІ», 2010. — 156 с. — ISBN 978-966-622-402-9.
- Могильний С.Б. Методи та інструменти ділової розвідки в Internet.– К.:2010.– 264c. ISBN 978-966-432-068-6
- Абакумов В.Г., Готра З.Ю. , Злепко С.М. , Павлов С.В., Василенко В.Б., Рибін О.І. Реєстрація, обробка та контроль біомедичних сигналів: навчальний посібник — В.: ВНТУ, 2011. — 352 с.
- Богуслаев В.А., Титов В.А., Качан А.Я., Луговской А.Ф., Мозговой В.Ф.,  Балушок К.Б., Титов А.В., Мовчанюк А.В. Формирование поверхностного слоя деталей выглаживанием с ультразвуковым нагружением: – З.: АО «Мотор Сич», 2012. – 236с.
- Мірських Г.О., Антипенко Р.В., Зіньковський Ю.Ф. та ін. Випробування радіоелектронних засобів [Електронний ресурс] : навчальний посібник – НТУУ «КПІ». – Електронні текстові дані (1 файл: 1,60 Мбайт). – Київ : НТУУ «КПІ», 2012.
- Каширский И. С.. Рекуррентное дифференциальное исчисление. Теория и практические приложения. — К. : Освіта України, 2013. — 456 с. — ISBN 978-966-188-239-9.
- Могильний С.Б. «Мікрокомп'ютер» RASPBERRY PI –інструмент дослідника, Посібник – 2014 р., 340 ст.
- О. М. Яхно, О. В. Узунов, О. Ф. Луговський, В. А. Ковальов, А. В. Мовчанюк, І. В. Коц, О. П. Губарев «Прикладна гідроаеромеханіка і механотроніка». Підручник. – (Під редагуванням О. М. Яхна) – Вінниця: ВНТУ, 2015. – 712 с.
- Ю.Л. Мазор, Е.А. Мачурский, В.И. Правда Радиотехника: Энциклопедия М.: ДМК Пресс 2016. – 944 с.
- Г.О. Мирських, А.М. Мрачковський, М.В. Мархонь, Ю.Ю. Реутська Електротехніка: Навчальний посібник. К. – Компринт, 2016. – 421 с. – Библиогр.: с.410.
- С.Б. Тарабаров, Л.П. Дюжаев «Моделювання електронних схем та конструкцій електронних апаратів» Навчальний посібник. / - Київ. НТУУ «КПІ», 2016, - 94с.
- Каширский И.С. «Рекурентное дифференциальное исчисление.»    Книга 1. Киев, «Освита України», 2017 стр.368.
- Каширский И.С.  «Реккурентная математическая фізика. Теория и практические приложения.» Книга 2. Киев, «Освита України», 2017 стр.536
- Проектування радіоелектронної апаратури: підручник / Уваров Б.М., Зіньковський Ю.Ф. – Київ: КПІ ім. Ігоря Сікорського, 2017. –354 с. Електронне мережне навчальне видання
- Комп’ютерні методи визначення механічних та теплових характеристик радіоелектронних апаратів: навчальний посібник/Уваров Б.М. – Київ: КПІ ім. Ігоря Сікорського, 2017. – 143 с.
- Жильцов А.В. Математичне моделювання електротехнічних систем та їх елементів: навчальний посібник у двох томах. Т.1. Багатополюсники. / А.В. Жильцов, Г.О. Мірських, Ю.Ю. Реутська. – К.: Компринт, 2017. – 484 с. ISBN 978-966-929-483-8.
- Жильцов А.В. Математичне моделювання електротехнічних систем та їх елементів: навчальний посібник у двох томах. Т.2. Штучні нейронні мережі. / А.В. Жильцов, Г.О. Мірських, Ю.Ю. Реутська. – К.: Компринт, 2017. – 580 с. ISBN 978-966-929-481-4.
- Яхно О.М., Луговский О.Ф., Ковальов В.А., Коц І.В., Узунов О.В., Мовчанюк А.В., Губарев О.П. Прикладна гідроаеромеханіка і мехатроніка.  Вінниця: ВНТУ, 2017. – 712с. Рекомендовано Міністерством освіти і науки України як підручник для студентів вищих навчальних закладів українською мовою.
- Дружинін В.А., Бойко Ю.М., Толюпа С.В. Теоретичні аспекти підвищення завадостійкості й ефективності обробки сигналів у радіотехнічних пристроях та засобах телекомунікаційних систем за наявності завад // Монографія. К. – Логос – 2018. – с. 227.
- Сєдов С.О. Аналогове оброблення сигналів. Схемотехніка. Розрахунки: підручник / С.О. Сєдов. – Київ: КПІ ім. Ігоря Сікорського, Вид-во «Політехніка», 2018. – 298 с.
- Навчальний посібник з дисципліни «Радіосистемна інженерія»  для студентів радіотехнічного факультету спеціальності 172 Телекомунікації та радіотехніка спеціалізації «Радіосистемна інженерія»  / Укладачі:  В.П. Смирнов. – К.: КПІ ім. Ігоря Сікорського, 2018.
- Algebraic foundation of coding theory and cryptography. A. Beletsky, N. Glazunov, D. Navrotskyi. - Kiev, NAU, 2018. - 160 p.
- Навчально-методичний посібник "Інформаційна безпека при роботі в Інтернеті", МАН, Міністерство освіти та науки, НАН України, 2018. 105 с.
- Жук С.Я., Товкач І.О. Методи адаптивного оцінювання параметрів руху безпілотного літального апарату на основі вимірювань сенсорної мережі. -К.:,2019, 172 с.
- В.А. Дружинін, В.С. Наконечний, С.В.  Толюпа І.І., Лукова-Чуйко Н.В., Пархоменко І.І. Методи та засоби підвищення ефективності функціонування радіотехнічних систем розпізнавання багатопозиційного базування монографія. - К.: Логос, 2019.  230 с.
- Основи теорії та комп’ютерне моделювання електронних кіл: навчальний посібник [Електронний ресурс]: навч. посіб. для студентів спеціальності 172 «Телекомунікації та радіотехніка» / В. Д. Сташук, А.В. Булашенко; КПІ ім. Ігоря Сікорського. – Електронні текстові дані (1 файл 6.58 Мбайт). – Київ: КПІ ім. Ігоря Сікорського, 2019. – 400с